# Мур, Патрик С.
Патрик С. Мур (Patrick S. Moore; род. 21 октября 1956, Сиэтл, Вашингтон) — американский эпидемиолог и вирусолог. Заслуженный профессор Питтсбургского университета и директор программы онковирусологии University of Pittsburgh Cancer Institute, член Национальной АН США (2012). Работает совместно с супругой Yuan Chang, также профессором. Является высокоцитируемым исследователем по Thomson Reuter ISI. Вместе с Yuan Chang идентифицировал два из семи известных ныне человеческих онковирусов (Kaposi's sarcoma-associated herpesvirus в 1994 году и полиомавирус клеток Меркеля в 2008 году).

## Биография
Изучал биологию в Westminster College (Utah) (в 2002 году удостоится его Distinguished Alumnus Award) и получил степени магистра химии в Стэнфордском университете, доктора медицины в Университете Юты, магистра по эпидемиологии в Калифорнийском университете в Беркли. В 1985 году работал медиком в Гане, а в 1986 году — в Либерии, с 1987 по 1989 год сотрудник Центров по контролю и профилактике заболеваний. С 1994 года ассистент-профессор, с 1995 года ассоциированный профессор, с 1998 по 2002 год профессор Колумбийского университета. В 2002 году получил должность на кафедре микробиологии и молекулярной генетики Питтсбургского университета, в 2013 году стал его заслуженным профессором микробиологии и молекулярной генетики, также с 2008 года исследовательский профессор Американского онкологического общества. Получил 21 патент. Член American Society for Clinical Investigation (2002), Американской академии микробиологии (2011), Ассоциации американских врачей (2014).

## Награды и отличия
- Meyenburg Prize[англ.] одноимённого фонда (1997)
- Премия Роберта Коха одноимённого фонда (1998)
- Charles S. Mott Prize[англ.] (2003)
- Carnegie Life Sciences Award (2009, совместно с Yuan Chang[англ.])
- Norman P. Salzman Memorial Lecture in Virology, Национальные институты здравоохранения (2010)
- Chancellor’s Distinguished Research Award Питтсбургского университета (2012)
- Heinrich Pette Prize Lecture, Heinrich Pette Institute[англ.] (2012)
- Marjory Stephenson Prize[англ.], Микробиологическое общество Великобритании (2012)
- NIH NCI Outstanding Investigator Award (2016)[3]
- NIH Director’s George M. Khoury Lecture (2017)
- Clarivate Citation Laureate по физиологии или медицине (2017)
- Passano Award[нем.] одноимённого фонда (2017)
- PNC Elsie Hillman Distinguished Scholar Award (2017)
- Paul Ehrlich and Ludwig Darmstaedter Prize[англ.] (2017, совместно с Yuan Chang[англ.])[6]